# Kaulbarsch
Der Kaulbarsch (Gymnocephalus cernua) ist ein in mittel- und osteuropäischen Flüssen und der Ostsee verbreiteter Brack- und Süßwasserfisch aus der Familie der Echten Barsche (Percidae).

## Verbreitung
Er kommt in Europa nördlich der Pyrenäen (in West- und Mittelfrankreich ausgesetzt) und der Alpen in Flüssen, die in die Nordsee, Ostsee, das Weiße Meer, in die Barentssee, in das Schwarze und das Kaspische Meer münden, sowie in Seen im Einzugsgebiet dieser Flüsse vor. Außerdem lebt er in England (nicht in Schottland und Wales) und in Sibirien in Flüssen, die ins nördliche Polarmeer münden (östlich bis Kolyma). Er fehlt auf dem Balkan südlich der Donau und in Westnorwegen, ist aber auch im Brackwasser der Ostsee zu Hause. In die nordamerikanischen Großen Seen wurde der Kaulbarsch vom Menschen eingeführt.

## Merkmale
Der Kaulbarsch erreicht für gewöhnlich eine Länge von 12 bis 15 cm, die Maximallänge liegt bei 25 cm, das Maximalgewicht bei 400 g. Sein Körper ist etwas hochrückig, die Körperhöhe beträgt 24 bis 27 % der Standardlänge, und mit Kammschuppen bedeckt. Die Maulspalte ist so lang wie der Durchmesser der Augen oder etwas kürzer. Der Kiemendeckel trägt einen langen, kräftigen Stachel, der Vorkiemendeckel mehrere kurze Stacheln. An der Unterseite des Kopfes befinden sich flache runde Schleimguben, die zusätzlich zum Seitenlinienorgan Bewegungsreize wahrnehmen können. Im Unterschied zum Flussbarsch (Perca fluviatilis) ist beim Kaulbarsch die Rückenflosse ungeteilt. Die Anzahl der Wirbel liegt bei 35 bis 36. Kaulbarsche sind von olivbräunlicher bis graugrüner Farbe und mit dunklen unregelmäßigen Flecken bedeckt, die Flanken sind gelblich. Die Brust schimmert rötlich, die Bauchseite ist weißlich oder hellgrün.
- Flossenformel: Dorsale XII–XVI/11–15, Anale II/5–6, Caudale 16–17.
- Schuppenformel: 35–40 (mLR)

## Lebensweise
Der Kaulbarsch bewohnt in kleinen Gruppen nährstoffreiche, stehende oder langsam fließende Gewässer, vor allem Regionen mit sandigem Grund, und ist recht unempfindlich gegenüber Wasserverschmutzung. Am häufigsten ist er in den Mündungen der großen Flüsse und in brackigen Küstenregionen mit einem Salzgehalt bis 12 ‰. Wenn er mit dem Flussbarsch zusammen vorkommt, bevorzugt der Kaulbarsch tiefere Wasserschichten. Er ernährt sich von Zooplankton, Zuckmückenlarven, Würmern, Flohkrebsen und Fischlaich sowie Fischbrut. Er kann dank seines gut entwickelten Seitenliniensystems auch bei Dunkelheit jagen. Kaulbarsche laichen von März bis Mai. Je nach Größe der Weibchen werden 50.000 bis 100.000 gelblichweiße Eier in gallertartigen Schnüren oder Klumpen auf Steinen, seltener an Wasserpflanzen abgelegt. Die Larven schlüpfen nach 8 bis 12 Tagen. Weibchen werden zehn Jahre alt, Männchen sieben.

## Name
Der Name Kaulbarsch bezieht sich laut Duden auf die gedrungene Gestalt des Fisches. Kaul- ist der Wortstamm von Kaule. Dies ist eine mundartliche Form von Kugel. Die  mittelhochdeutsche Form kūle entstand durch Zusammenziehung aus kugel, kugele. Ein Kaulbarsch ist wörtlich ein „kugeliger“ oder „rundlicher“ Barsch.
Linné beschrieb die Art (nach Artedi) als Perca cernua, Bloch errichtete die Gattung Acerina, die aber jünger als Gymnocephalus (griechisch „Nacktkopf“) ist. Das Art-Epitheton cernuus (lateinisch) bedeutet „kopfüber, Purzelbäume schlagend, tanzend“. Gymnocephalus cernua ist ein Barsch, „der viel kopfüber gründelt“.